# NGC 4911
NGC 4911 est une galaxie spirale intermédiaire située dans la constellation de la Chevelure de Bérénice. Sa vitesse par rapport au fond diffus cosmologique est de 8 241 ± 19 km/s, ce qui correspond à une distance de Hubble de 121,5 ± 8,5 Mpc (∼396 millions d'al). NGC 4911 a été découverte par l'astronome germano-britannique William Herschel en 1785.

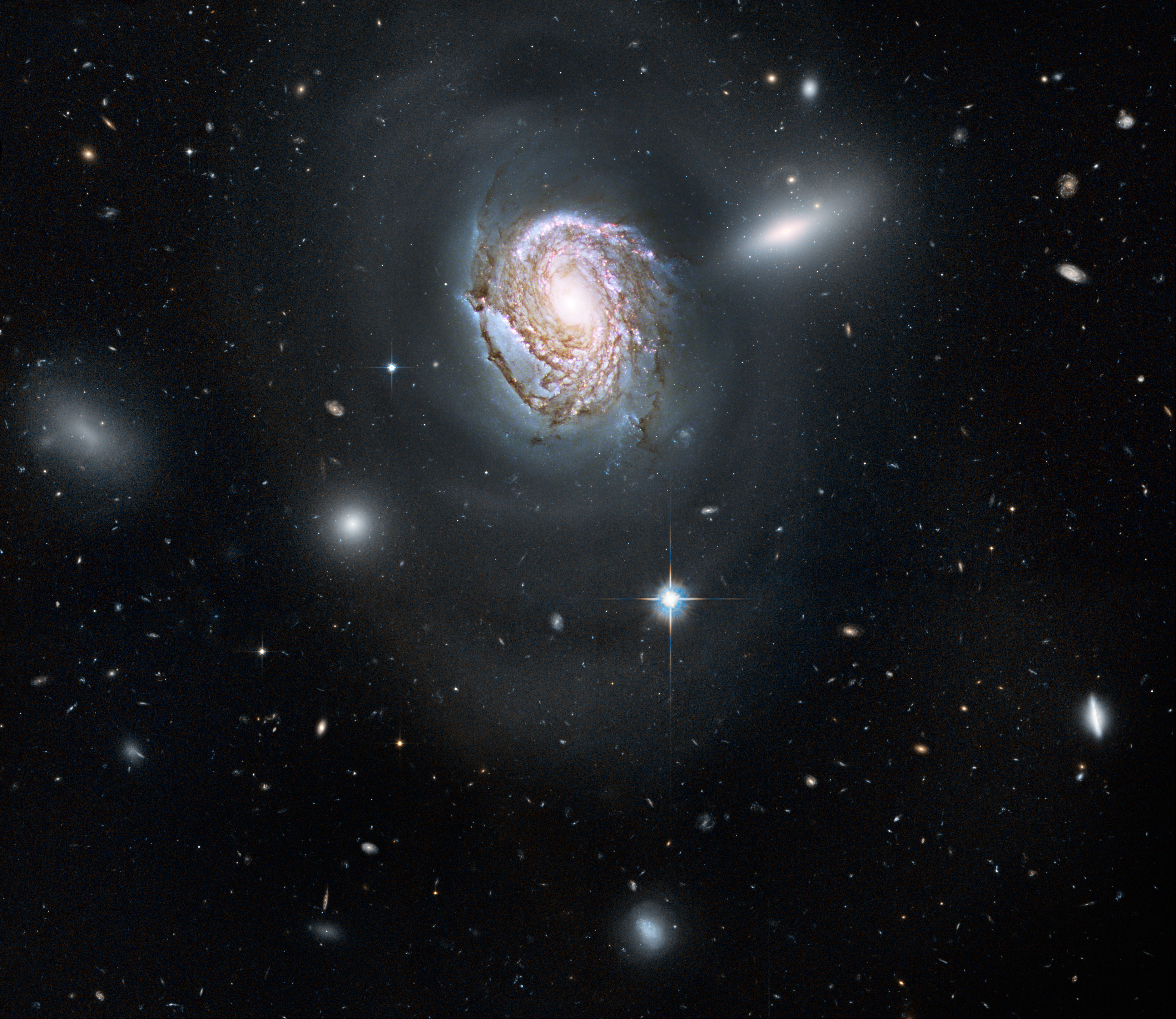
NGC 4911 par le télescope spatial Hubble.

La classe de luminosité de NGC 4911 est II-III et elle présente une large raie HI. C'est aussi une galaxie active (AGN). Selon la base de données Simbad, NGC 4911 est une galaxie LINER, c'est-à-dire une galaxie dont le noyau présente un spectre d'émission caractérisé par de larges raies d'atomes faiblement ionisés.
La désignation DRCG 27-82 est utilisée par Wolfgang Steinicke pour indiquer que cette galaxie figure au catalogue des amas galactiques d'Alan Dressler. Les nombres 27 et 82 indiquent respectivement que c'est le 27e amas de la liste, soit Abell 1656 (l'amas de la Chevelure de Bérénice), et la 82e galaxie de cet amas. Cette même galaxie est aussi désignée par ABELL 1656:[D80] 82 par la base de données NASA/IPAC, ce qui est équivalent. Dressler indique que NGC 4911 est une galaxie spirale de type Sb.
À ce jour, une mesure non basée sur le décalage vers le rouge (redshift) donne une distance d'environ 103,000 Mpc (∼336 millions d'al). Cette valeur est à l'extérieur des valeurs de la distance de Hubble, mais compatible avec celles-ci. Notons cependant que c'est avec la valeur moyenne des mesures indépendantes, lorsqu'elles existent, que la base de données NASA/IPAC calcule le diamètre d'une galaxie et qu'en conséquence le diamètre de NGC 4911 pourrait être d'environ 51,1 kpc (∼167 000 al) si on utilisait la distance de Hubble pour le calculer.

## Groupe de NGC 4889
NGC 4911 fait partie du groupe de NGC 4889, la galaxie la plus brillante de ce groupe. Ce groupe de galaxies compte au moins 18 membres. Les autres galaxies du groupe sont NGC 4789, NGC 4807, NGC 4816, NGC 4819, NGC 4827, NGC 4839, NGC 4841, NGC 4848, NGC 4853, NGC 4874, NGC 4889, NGC 4895, NGC 4926, NGC 4944, NGC 4966, NGC 4841A et UGC 8017 (noté 1250+2839 dans l'article de Mahtessian pour CGCG 1250.4+2839).
Le groupe de NGC 4889 fait partie de l'Amas de la Chevelure de Bérénice.

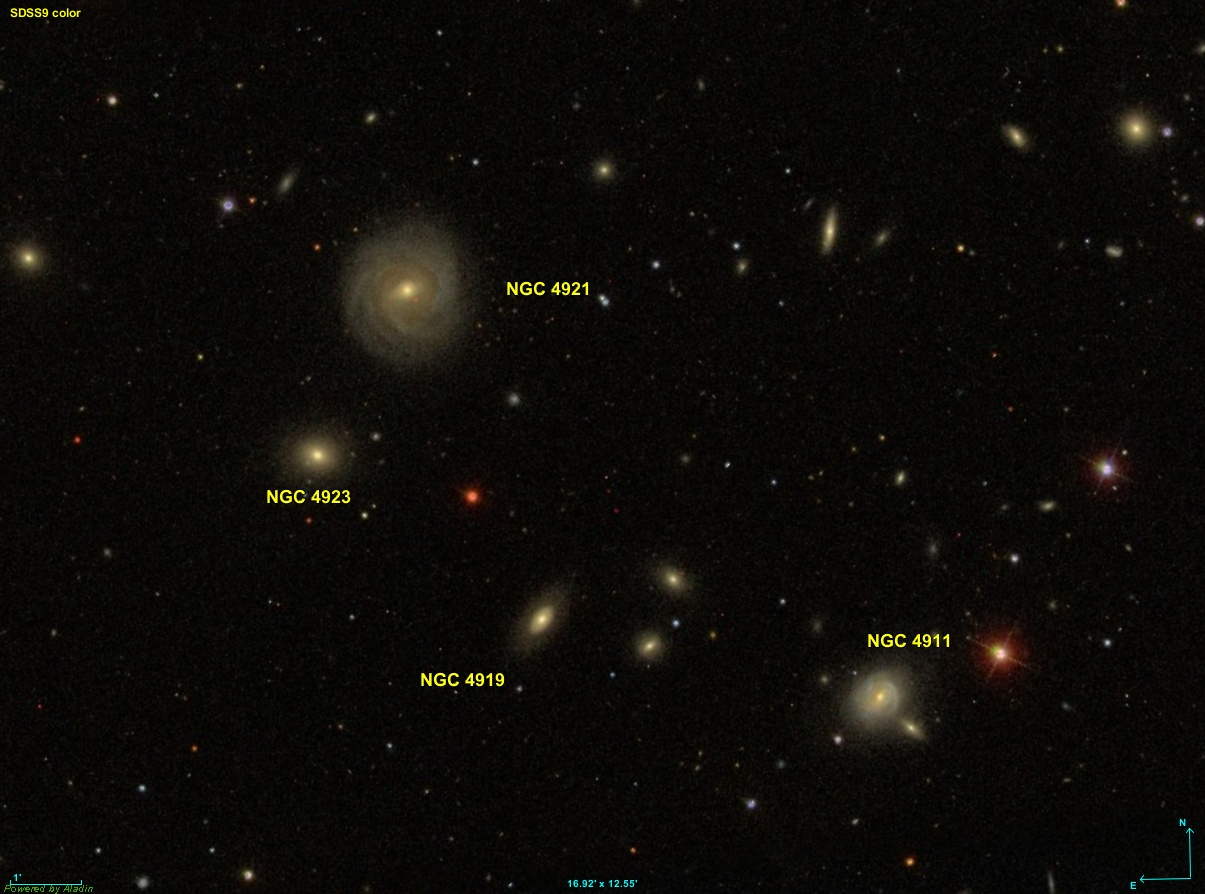
NGC 4911, NGC 4919, NGC 4921 et NGC 4923 font partie de l'amas de la Chevelure de Bérénice

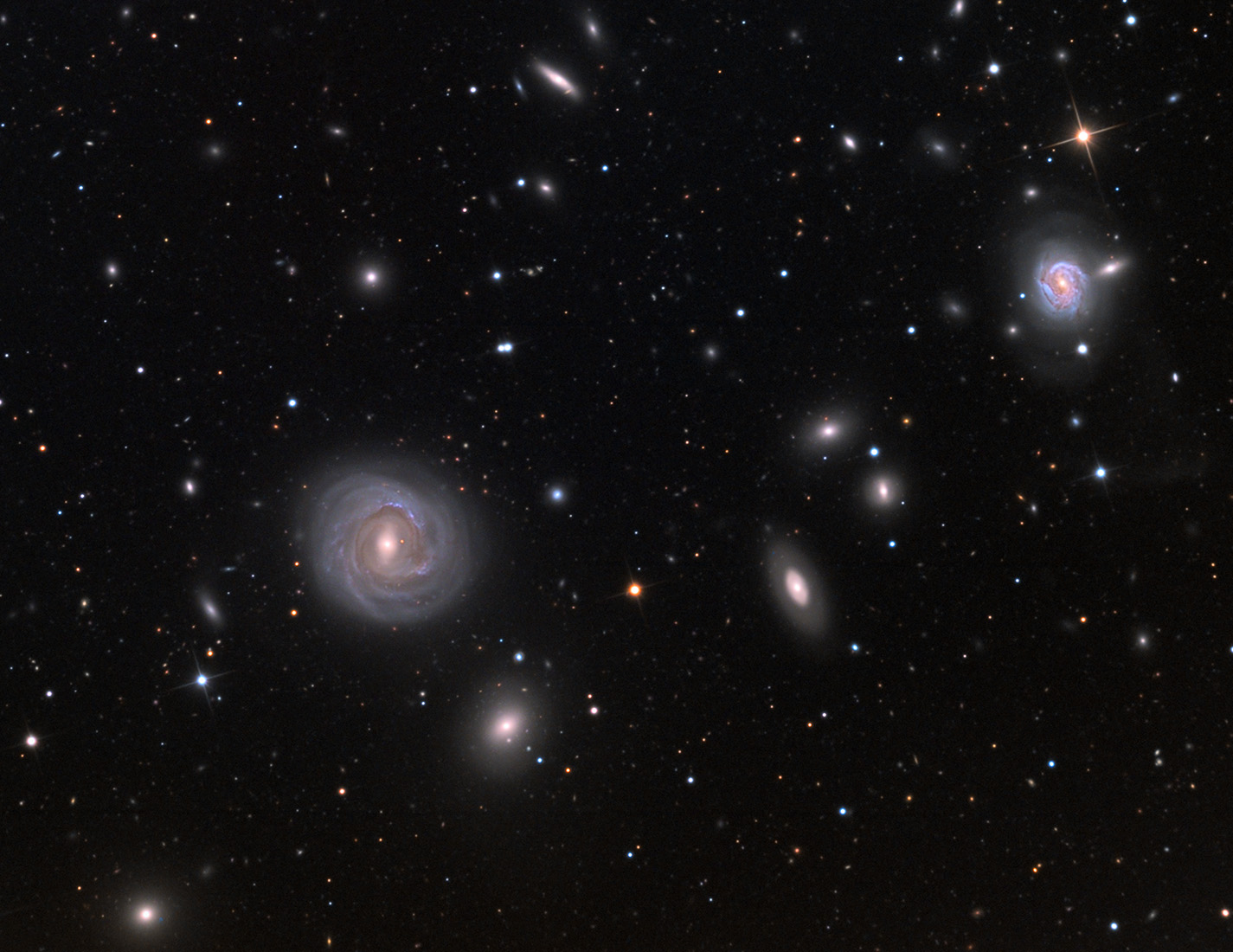
Les quatre mêmes galaxies imagées par Adam Block (Observatoire du mont Lemmon/Université de l'Arizona).